# Тигр снігів
«Тигр снігів» — радянський художній фільм 1987 року, знятий режисерами Ларисою Мухамедгалієвою і В'ячеславом Бєляловим на кіностудії «Казахфільм».

## Сюжет
Історія взаємин батька та сина. Колишній відомий боксер Ахан, не уживши у великому спорті, їде з міста. Доля приводить його в гори, де він стає звіроловом. Ахан не помічає, як байдуже, а часом і жорстко він ставиться до тварин. Тільки конфлікт із сином Алі, що стався після лову «тигра снігів» — снігового барса — багато чому навчив Ахана.

## У ролях
- Абдрашид Абдрахманов — Ахан
- Алі Бєлялов — Алі
- Данило Нетребін — Василь
- Альоша Черепнєв — Альоша
- Жанна Керімтаєва — Жанна
- Тунгишбай Жаманкулов — Габі

## Знімальна група
- Режисери — Лариса Мухамедгалієва, В'ячеслав Бєлялов
- Сценарист — Лариса Мухамедгалієва
- Оператор — В'ячеслав Белялов
- Композитор — Едуард Богушевський